# 米瑞安·玛格莱斯
米瑞安·瑪格萊斯（/ˈmɑːrɡəliːz/，1941年5月18日—OBE，英國、澳洲雙國籍女演員及配音員，她作為舞台和銀幕上的角色演員而聲名鵲起。她曾憑著馬田·史高西斯的1993年電影《純真年代》中的演出而獲得英國電影學院獎最佳女配角，並在2002-2011年的《哈利波特系列電影》中扮演帕莫娜·芽菜教授一角。瑪格萊斯憑著她對戲劇的貢獻而在2002年新年榮譽中獲頒官佐勳章（OBE）。
瑪格萊斯在開始了其戲劇生涯後，她在1969年的英國喜劇《像我這樣的好女孩》中首次亮相，此後，她演出了1983年的《楊朵》、1986年的《異形奇花》、1987年的《小杜麗》、1996年的《羅密歐與茱麗葉之後現代激情篇》和2004年的《縱情天后》。她還憑著其配音角色而聞名，如1995年的《寶貝小豬嘜》、1996年的《飛天巨桃歷險記》、1998年電影《花木蘭》、2006年的《踢躂小企鵝》和《沖出水世界》，還有2018年的《超級無敵世界波》。
瑪格萊斯還憑著其於電視上露面而聞名，包括了1995年的《潔茲》、《黑爵士》和《寒冷的舒適農場》、1998年的《浮華世界》，以及2004年的《彼得謝勒的生與死》。2012-2015年，她還憑澳洲連續劇《費雪小姐探案集》裡反覆飾演普露登絲·史丹利，以及在BBC的2018-2021年劇集《呼叫助產士》裡飾演米爾德麗德修女而聞名。她曾在英國和澳洲演出過多部作品，包括1989年的獨角戲《狄更斯的女人》，與2013年在澳洲首演的戲劇《我會最後吃掉你》。
瑪格萊斯多年來一直穿梭往返於英國、澳洲和意大利，她於2013年成為澳洲公民。她還寫了兩本著作，分別是2012年出版的《狄更斯的女人》，以及於2021年出版的其自傳—《這都是真的》。

## 早年生活
瑪格萊斯在1941年5月18日生於英國牛津，其父母分別是來自格拉斯哥高柏斯地區的醫生和全科醫生約瑟夫·瑪格萊斯（Joseph Margolyes, 1899-1995），其母親是從事物業投資和房地產開發商露芙·瑪格萊斯（1905–1974），其娘家姓桑德曼（Sandeman），桑德曼是利物浦柯克代爾的一名二手傢俱經銷商與拍賣師的女兒，後來遷至倫敦。在瑪格萊斯出生前，桑德曼把其姓氏改為華特斯（Walters）。
瑪格萊斯的祖先都是從白俄羅斯和波蘭移居至英國的移民後裔。她的外曾祖父西蒙·桑德曼（Symeon Sandmann）出生於波蘭小鎮馬爾戈寧，瑪格萊斯曾經於2013年到訪該處。瑪格萊斯的祖父出生於白俄羅斯的一個稱為阿姆杜爾（Amdur）的小村莊（現時稱為因杜拉），當時那裡是俄羅斯帝國一部分。
瑪格萊斯長大於一個猶太家庭。她曾就讀於英國牛津高校，和在劍橋大學紐納姆學院學習英語。她在20多歲的時候在那裡開始表演，並出現在劍橋腳燈社的作品之中。她曾代表紐納姆學院參與《大學挑戰賽》的第一季，她可能是首個在英國電視上說「Fuck」這個字詞的人之一；她聲稱曾於1963年的節目裡在沮喪之中使用過這個字詞。

## 演藝生涯
瑪格萊斯憑藉她多才多藝的嗓音，她首先因其作為配音藝人的工作而獲得認可。
1970年代，瑪格萊斯錄製了一段軟調色情的音頻，名為《性感的索妮亞：我的女學生筆記本上的葉子》。隨後她在日本的配音動作劇集《西遊記》中扮演了大部分的女配角。她還跟劇團Gay Sweatshop合作，並為日本電視劇《水滸傳》配音（記名為米莉姆·瑪格萊斯）。1974年，她跟肯尼斯·威廉斯和泰德·雷一起出現於BBC廣播二台的喜劇系列節目《貝蒂·威瑟斯彭秀》。瑪格萊斯在電影中的首個主要角色是在1977年的《處女戰士站起來》中飾演大象埃塞爾（Elephant Ethel）。
1980年代，瑪格萊斯在《黑爵士》裡跟路雲·雅堅遜演對手戲：這些角色包括《黑爵士》中的西班牙公主、《黑爵士2》裡的白爵士夫人，以及《黑爵士的聖誕頌歌》裡的維多利亞女皇。1986年，她在BBC電視劇《女惡魔的生活與愛情》中擔任主要配角。她憑著1988年的電影《小杜麗》中對科拉·芬欽的描繪而獲得1989年洛杉磯影評人協會獎的最佳女配角。瑪格萊斯於1989年與他人共同創作並表演了一部獨角戲—《狄更斯的女人》，她於該劇裡扮演了狄更斯小說中的23個角色。
在美國電視上，瑪格萊斯於1992年CBS短暫的情景喜劇《輪到費蘭妮》裡擔任主角。1994年，她憑著馬田·史高西斯的1993年電影《純真年代》中飾演明戈特夫人一角而獲得英國電影和電視藝術學院獎的最佳女配角。1995年，她為吉百利的吉百利焦糖棒的動畫電視廣告中的兔子角色配音，並為澳裔美國人家庭電影《寶貝小豬嘜》裡的飛天狗配音。1996年，瑪格萊斯在《飛天巨桃歷險記》中飾演海綿阿姨和替螢火蟲配音。同年，她在巴茲·雷曼的《羅密歐與茱麗葉之後現代激情篇》裡扮演護士。

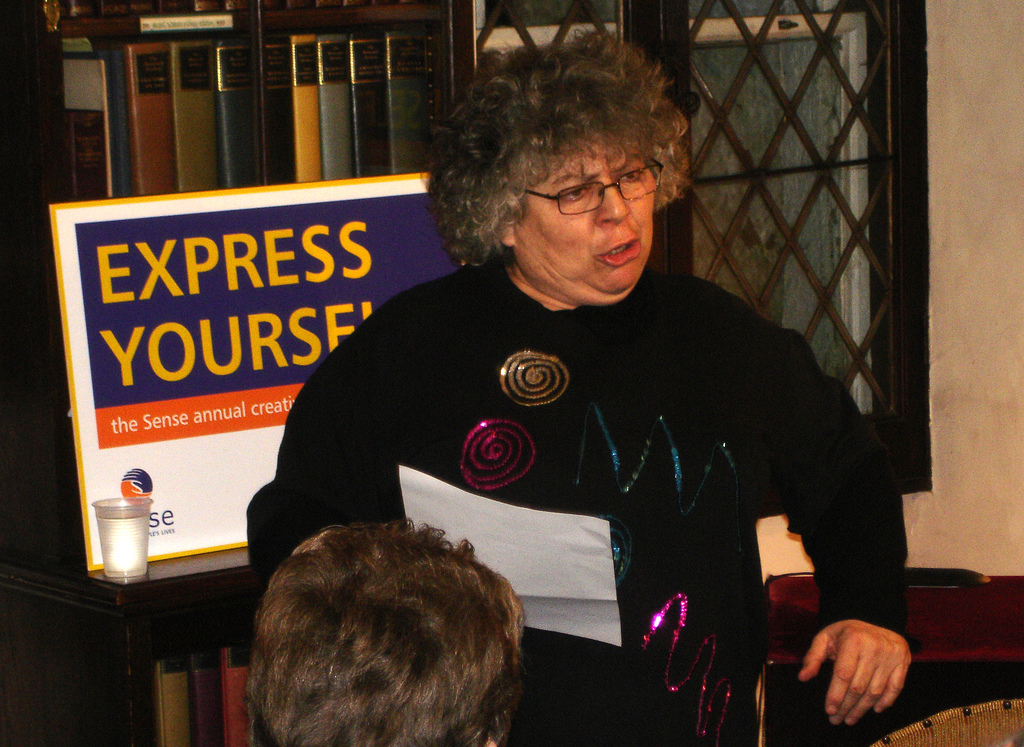
2006年，瑪格萊斯朗讀《苦海孤雛》。

瑪格萊斯於2002年發行的《哈利波特：消失的密室》裡飾演帕莫娜·芽菜教授一角，她在2011年的《哈利波特：死神的聖物2》中再次扮演該角色。在2011年的《基咸·諾頓秀》的訪談中，在談到跟《哈利波特》合作的演員時，瑪格萊斯表示她跟瑪姬·史密芙相處得很好，但她也坦率地承認她「不喜歡死去的那個」，所指的是李察·哈里斯。
瑪格萊斯在2004年金球獎的獲獎電影《彼得·施拉的生與死》中飾演彼得·施拉的母親—佩格·施拉。2005年，瑪格萊斯主持了BBC第四台的10集紀錄片《狄更斯在美國》，當中她回顧了狄更斯於1842年穿越美國的旅程。2006年，瑪格萊斯成為了倫敦製作的音樂劇《罪惡壞女巫》的原班人馬之一，她飾演莫瑞布爾夫人一角，跟艾狄娜·曼素演對手戲，她於2008年在百老匯再次演繹這個角色。2009年，她出現於西區劇院的公爵夫人劇院上演由在森緲·貝克特製作的戲劇《終局之戰》之中。2010年，瑪格萊斯於的3D動畫史詩電影《守護神傳奇》中聲演一條瞎眼的蛇—普莉席佛太太。

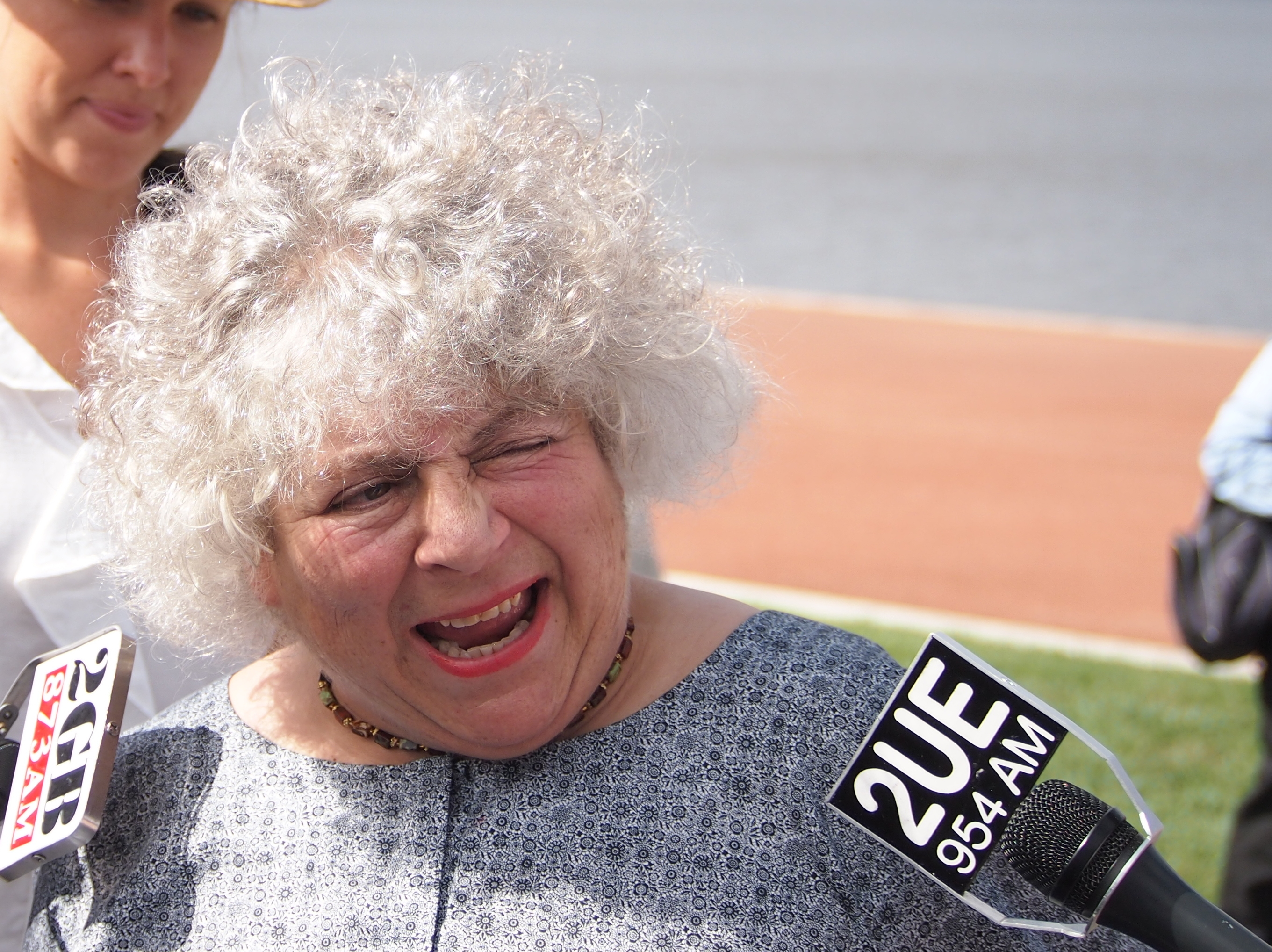
2013年的瑪格萊斯。

2011年，瑪格萊斯替克萊茲默音樂人兼民族志學者耶魯·斯特羅姆的專輯《魔鬼的新娘》錄製了一段敘述。她於2012-2015年的澳洲電視劇《費雪小姐探案集》裡飾演反覆出現的角色—普露登絲·史丹利。她在2014年的迪士尼少年動畫系列劇《妮娜需要走了！》中為娜娜一角配音。2016年1月，瑪格萊斯現身於一部旅遊紀錄片《真正的萬壽菊酒店》，當中包括跟八位名人前往印度，去看看那裡的退休生活是否會比在英國的更有價值。該系列節目有兩輯從佛羅里達州至京都的聖誕特備節目，名為《真正的萬壽菊酒店巡迴》。她還替ITV題為《C淑女與城堡》的紀錄片擔任旁白，當中講述了關於科林·坎貝爾夫人的事跡。
2017年12月，瑪格萊斯飛往成都和哈瓦那以現身於《真正的萬壽菊酒店巡迴》的第二季節目，她還出現於第三季節目的首集裡，跟波比·喬治、希拉·費格森和史丹利·莊遜一起前往聖彼得堡。
2018年1月，瑪格萊斯為BBC主持了一個由三部分組成的節目，題為《米瑞安的美國大冒險》，當中強調了美國公民與國家面臨的問題。同年，她在動畫電影《超級無敵世界波》裡替奧菲法女王配音。自2018年起，她在BBC第一台的劇集《呼叫助產士》中飾演母親米爾德里德。隨後，她在2019年為澳洲的墨爾本劇團製作的《貨車裡的女人》中扮演牧羊人小姐。
2021年10月，瑪格萊斯在BBC廣播四台的處境喜劇《夏洛特與莉蓮》中飾演莉蓮並跟海倫·蒙克斯演對手戲，她在當中介紹了其自傳《這都是真的》。該本書由阿歇特圖書於同年9月16日出版。11月5日，她於亮相於BBC第一台的《基咸·諾頓秀》裡，她在那裡討論了這本書，並解釋說寫這本書的原因只是因為她「得到了巨額報酬」。
瑪格萊斯於2022年4月成為了成為BBC紀錄片《想像》系列的一集《米瑞安·瑪格萊斯：等待爭奪》裡的主題，她在當中接受了阿倫·延托布的訪談。同年11月，有傳言指瑪格萊斯經已簽約演出《異世奇人》的60週年紀念特輯。
2023年2月，瑪格萊斯現身於BBC廣播四台的《好奇心博物館》之中。她對這個想像中的博物館的假設性捐贈是「查理斯·狄更斯與他的所有作品」。

## 流行文化
作家兼喜劇演員戴維·華廉士表示，他在一次舞台製作裡跟瑪格萊斯發生爭執之後，他便在兒童讀物《可怕的阿姨》裡以瑪格萊斯作為主角，不過他強調自己對她沒有任何敵意，並且是她作品的粉絲。

## 個人生活
瑪格萊斯是個同性戀者。她在2013年澳洲日成為澳洲公民後，她在國家電視台直播並在時任澳洲總理朱莉亞·吉拉德面前稱自己為「女同志」。自1968年以來，瑪格萊斯一直跟其同性伴侣—一位澳洲籍現已退休研究印度尼西亞的教授希瑟·薩瑟蘭交往並保持著關係。兩人一起生活了超過40年，他們把時候劃分予英國倫敦與肯特郡、澳洲的羅拔遜和意大利的蒙蒂西的家。
瑪格萊斯是英國的我死亡我抉擇的一個贊助人，該組織是個旨在尋求一種更富有同情心的死亡方式的組織，包括醫療協助死亡的合法權利（若那是某人持久的願望）。
瑪格萊斯也是全國聾盲人和風疹協會的機構—Sense的支持者，並擔任2006年12月在倫敦狄更斯博物館舉辦的第一屆《Sense創意寫作獎》的主持人，她在那裡讀到了許多才華橫溢的盲聾人士的作品。
瑪格萊斯在接受大衛·巴迪爾的採訪時表示她是一名無神論者。

### 爭議
瑪格萊斯曾被指控於多個場合發表種族主義言論或笑話。她在2012年的《基咸·諾頓秀》節目中對will.i.am說：「我只是對你著迷，因為不幸的是，我在演藝界認識的黑人並不多，」，並接著表示指說唱歌手如此有慈善心實在令人驚訝；瑪格萊斯在2016年於倫敦電影大會上開了一個種族主義的玩笑，據稱該玩笑「羞辱」了一名男性黑人。
2022年，瑪格萊斯在《今日早晨》節目中露面時回覆了一位來電者去「減重」，並告訴另一位來電者「不要跟其他殘疾人士混在一起」；瑪格萊斯在同年接受《廣播時報》的另一次採訪中為J·K·羅琳辯護，她評論說：「這裡存在著一個範圍，人們可以處於這個範圍內的任何地方。所有這些跨性別問題都沒有一個答案。」

### 政治活動主義
瑪格萊斯的政治活動主義始於大學時期。「我來自一個非常中產階級的猶太背景，總是投票給保守黨」，她後來說。然而在1970年代，她跟雲尼莎·烈姬芙、弗朗西斯·德·拉·圖爾及湯姆·凱賓斯基等其他演員加入了英國工人革命黨。她是猶太人爭取巴勒斯坦人的正義的簽署者。瑪格萊斯說：「我想做的是讓猶太人了解到底發生了甚麼事，但他們不想聽到。如果你對大多數猶太人說：『以色列會犯錯嗎？』他們會說，『不。作為猶太人，我們的責任是無論發生甚麼事都支持以色列。』我不相信這一點。我們作為人類的責任就是報導我們所看到的真相。」她還是暫托服務的慈善機構十字路關懷的活動家。瑪格萊斯也是個巴勒斯坦的人權活動家，旨在結束以色列對加沙地帶和約旦河西岸的佔領。
瑪格萊斯是英國工黨的黨員，並在沃克斯霍爾登記投票。2015年8月，她簽署了一封信，批評《猶太紀事報》報導工黨領袖涉嫌跟反猶太主義分子有聯繫。2019年11月，她因工黨於國民醫療服務方面的政策而在2019年英國大選中支持工黨。該月的晚些時候，她跟其他公眾人物一同簽署了一封支持柯賓的信，並把他描述為「在民主世界的大部分地區反對新興極右翼民族主義、仇外心理與種族主義的鬥爭中的希望燈塔」。
瑪格萊斯非常批評英國政府處理2019冠狀病毒病英國疫情的方式。她認為這是「公共醜聞」與「恥辱」。隨著首相因感染COVID-19而住院，瑪格萊斯表示「我很難不希望英國首相約翰遜死去。」
2022年10月15日，瑪格萊斯在BBC廣播4台的節目《今日》裡接受賈斯汀·韋珀談到關於最近去世的羅比·寇特蘭後，她向主持人評論說她從未想到自己會坐在英國財政大臣剛剛騰空出來的座位之上。她在直播中說道：「當我在那裡看到他時，我只是說：『你有一份地獄般的工作，祝你好運』，而我真正想說的是『去你的，你這個混蛋！』。」

## 作品

### 電視
| 年份    | 節目                                                                            | 角色                                                                 | 備註                                                                 |
| ------- | ------------------------------------------------------------------------------- | -------------------------------------------------------------------- | -------------------------------------------------------------------- |
| 1965    | 625劇場                                                                         | 麗塔（Rita）                                                         | 集數：進入索利金（Enter Solly Gold）                                 |
| 1967    | 十字路                                                                          | 帕金斯太太（Mrs. Perkins）                                           | 3集                                                                  |
| 1967    | ITV本周劇場                                                                     | 凱迪（Heidi）                                                        | 集數：英國氣候（The English Climate）                                |
| 1967    | 當男孩遇見女孩（Boy Meets Girl）                                                | 瑪莉亞（Maria）                                                      | 集數：翠鳥的飛行（Flight of the Kingfisher）                         |
| 1968    | 格林碼頭的迪克森                                                                | 安娜（Anna）                                                         | 集數：一個普通人（An Ordinary Man）                                  |
| 1969    | 36分鐘劇場                                                                      | 不詳                                                                 | 集數：前往亞的斯亞貝巴的船（The Boat to Addis Ababa）；聲演          |
| 1969    | ITV劇場                                                                         | 凱西（Kathie）                                                       | 集數：哈哈（The Ha Ha）                                              |
| 1972    | 陽光下的地方（A Place in the Sun）                                              | 女僕（Maid）                                                         | 集數：阿喀琉斯的腳跟（Achilles Heel）                                |
| 1972    | 傑克諾里劇場                                                                    | 女巫（The Witch） 說書人（Storyteller）                              | 集數：狡猾的巫師與邪惡的女巫（The Wily Wizard and the Wicked Witch） |
| 1972–73 | 文字和圖片                                                                      | 不同的聲音                                                           | 20集                                                                 |
| 1973    | 主診醫生                                                                        | 多麗絲（Doris）                                                      | 集數：沒有女人的男人（Men without Women）                            |
| 1974    | 歡笑世界（World of Laughter）                                                   | 不同的部分                                                           | 6集                                                                  |
| 1974    | 老鷹的隕落                                                                      | 安娜·維魯博娃 （Anna Vyrubova）                                      | 集數：告訴國王天塌下來了（Tell the King the Sky is Falling）         |
| 1975    | 苗條的女孩（The Girls of Slender Means）                                        | 珍·賴特（Jane Wright）                                               | 3集                                                                  |
| 1976    | 聖誕盒子（Christmas Box）                                                       | 卡普蘭太太（Mrs. Kaplan）                                            | 電視電影                                                             |
| 1976    | 天使們                                                                          | 茱妮·莫里斯（June Morris）                                           | 兩集                                                                 |
| 1976    | 潔兹                                                                            | 無名氏太太（Mrs. Doe）                                               | 兩集                                                                 |
| 1976    | 閃閃發光的獎品                                                                  | 奧利芙·懷斯（Olive Wise）                                            | 電視連續劇                                                           |
| 1976    | 法庭內外                                                                        | 瑪麗蓮·蒙羅（Marilyn Munro）                                         | 兩集                                                                 |
| 1982    | 法庭內外                                                                        | 金太太（Mrs. King）                                                  | 兩集                                                                 |
| 1976    | 水滸傳                                                                          | 不詳                                                                 | 日語系列劇的英語配音；聲演                                           |
| 1977    | 今日戲劇（Play for Today）                                                      | 維蘿妮卡（Veronica）                                                 | 集數：楔子的薄邊（The Thin Edge of the Wedge）                       |
| 1977    | 抽搐（Spasms）                                                                  | 露絲·芬恩（Rose Finn）                                               | 電視電影                                                             |
| 1978    | 西遊記                                                                          | 聲演                                                                 | 日語系列劇的英語配音；52集                                           |
| 1980    | 失落的部落（The Lost Tribe）                                                    | 奎妮（Queenie）                                                      | 電視連續劇                                                           |
| 1980    | 意想不到的故事                                                                  | 瑪莉·伯吉（Mary Burge）                                              | 集數：胖機會（Fat Chance）                                           |
| 1981    | 鍾斯先生請寫一封信                                                              | 瑪麗亞（Maria）                                                      | 6集                                                                  |
| 1981    | 80年代的複興                                                                    | 不同角色                                                             | 3集                                                                  |
| 1981    | 歷史人                                                                          | 梅麗莎·托多羅夫 （Melissa Tordoroff）                                | 3集                                                                  |
| 1983    | 黑爵士                                                                          | 西班牙的瑪麗亞·埃斯卡洛薩公主 （Infanta Maria Escalosa of Spain）    | 集數：西班牙女王的鬍子（The Queen of Spain's Beard）                 |
| 1984    | 佛洛伊德                                                                        | 女男爵（Baroness）                                                   | 電視劇                                                               |
| 1985    | 苦海孤雛                                                                        | 科尼太太（Mrs. Corney）                                              | 電視劇                                                               |
| 1985    | 榮譽、利潤與快樂                                                                | 大象與城堡（Elephant and Castle）                                    | 電視電影                                                             |
| 1986    | 女惡魔的生活與愛情                                                              | 護士霍普金斯（Nurse Hopkins）                                        | 兩集                                                                 |
| 1986    | 黑爵士2                                                                         | 白爵士女士（Lady Whiteadder）                                        | 集數：啤酒（Beer）                                                   |
| 1986    | 小公主                                                                          | 阿美莉亞小姐（Miss Amelia）                                          | 6集                                                                  |
| 1986    | 蘇格蘭威士忌與牽強                                                              | 不同角色                                                             | 電視電影                                                             |
| 1987    | 可憐的小小富家女： 芭芭拉·赫頓的故事                                            | 艾莎·麥斯威爾                                                        | 電視電影                                                             |
| 1988    | 黑爵士之聖誕頌歌                                                                | 維多利亞女皇                                                         | 電視特備                                                             |
| 1988    | 馬積卡先生                                                                      | 威廉明娜·華洛（Wilhelmina Worlock）                                  | 兩集                                                                 |
| 1989    | 我們身邊的兇手 （Murderers Among Us）                                           | 拉茲曼太太（Mrs. Rajzman）                                           | 電視電影                                                             |
| 1990    | 奧菲斯下降                                                                      | 維·塔爾博特（Vee Talbot）                                            | 電視電影                                                             |
| 1990    | 結論（The Finding）                                                             | 投票（Poll）                                                         | 電視電影                                                             |
| 1990    | 第二屏幕                                                                        | 奈莉（Nellie）                                                       | 集數：舊情人（Old Flames）                                           |
| 1990    | 世界愚者與飛船（The Fool of the World and the Flying Ship）                     | 不詳                                                                 | 聲演                                                                 |
| 1991    | 今晚8.30（Tonight at 8.30）                                                     | 華德赫斯特太太（Mrs. Wadhurst）                                      | 兩集                                                                 |
| 1992    | 紅潮怒吼                                                                        | 娜傑日達·克魯普斯卡婭                                                | 電視電影                                                             |
| 1992    | 輪到費蘭妮                                                                      | 費蘭妮·埃斯科瓦爾（Frannie Escobar）                                 | 6集                                                                  |
| 1993    | 連環喜劇                                                                        | 母親                                                                 | 集數：德莫內拉（Demonella）                                          |
| 1994    | 只是威廉                                                                        | 波利特小姐（Miss Polliter）                                          | 集數：威廉忙碌的一天（William's Busy Day）                           |
| 1994    | 月亮坪（Moonacre）                                                              | 年長的艾紫培（Old Elspeth）                                          | 6集                                                                  |
| 1995    | 寒冷的舒適農場                                                                  | 甲蟲太太（Mrs. Beetle）                                              | 電視電影                                                             |
| 1997    | 鳳凰與地毯                                                                      | 廚子（Cook）                                                         | BBC電視劇                                                            |
| 1997    | 獅子們的地方（The Place of Lions）                                              | 科爾小姐（Miss Cole）                                                | 電視電影                                                             |
| 1997    | 威爾士城堡幽靈（Castle Ghosts of Wales）                                        | 巫婆幽靈（Hag ghost）                                                |                                                                      |
| 1998    | 浮華世界                                                                        | 克勞利小姐（Miss Crawley）                                           | 電視劇                                                               |
| 1998    | 冬天的第一場雪                                                                  | 尚恩·西莫斯·阿洛伊修斯·德麥達克 （Sean Seamus Aloysius Dermot Duck） | 聲演；英國版本                                                       |
| 1998    | 供應需求                                                                        | 總警司埃德娜·科利 （Chief Superintendent Edna Colley）               | 電視劇                                                               |
| 1998    | 尿布一族                                                                        | 雪莉·芬斯特（Shirley Finster）                                       | 聲演；3集                                                            |
| 2001    | 尿布一族                                                                        | 雪莉·芬斯特（Shirley Finster）                                       | 聲演；3集                                                            |
| 2000    | 達瑪與格雷格                                                                    | 克萊兒（Chloe）                                                      | 集數：助產士危機（Midwife Crisis）                                   |
| 2004    | 馬普爾小姐探案                                                                  | 普萊斯-里德利（Mrs. Price-Ridley）                                   | 集數：牧師住宅謀殺案（The Murder at the Vicarage）                   |
| 2004    | 彼得·謝勒斯的生與死                                                             | 佩·謝勒斯（Peg Sellers）                                             | HBO電視電影                                                          |
| 2005    | 華利斯與愛德華                                                                  | 貝西·梅里曼阿姨 （Aunt Bessie Merryman）                             | 電視電影                                                             |
| 2005    | 狄更斯在美國                                                                    | 她本人                                                               | 非虛構類電視節目，10集                                               |
| 2005    | 難以置信（Inconceivable）                                                       | 錦葵（Malva）                                                        | 集數：在你球場上的球（Balls in Your Court）                          |
| 2006    | 果醬與耶路撒冷                                                                  | 蠓太太（Mrs. Midge）                                                 | 第2季第6集                                                           |
| 2008    | 皇國                                                                            | 亨妮（Henny）                                                        | 第2.04集                                                             |
| 2009    | 珍姐科幻大冒險                                                                  | 利芙·斯芙蓮-芭芙蓮 （Leef Slitheen-Blathereen）                      | 聲演；兩集                                                           |
| 2010    | 丁加丁加的故事                                                                  | 長頸鹿與松鼠（Giraffe and Squirrel）                                 | 聲演；反覆出現的角色                                                 |
| 2010    | 魔法穆林                                                                        | 格倫希爾達（Grunhilda）                                              | 集數：挑戰（The Changeling）                                         |
| 2011    | 怪醫馬丁博士                                                                    | 雪莉（Shirley）                                                      | 客串；集數：跟獵槍與生俱來（Born with a Shotgun）                    |
| 2012–15 | 費雪小姐探案集                                                                  | 普露登絲·伊麗莎白·史丹利阿姨 （Aunt Prudence Elizabeth Stanley）     | 12集                                                                 |
| 2013    | 赫伯恩                                                                          | 米莉（Millie）                                                       | 聖誕特備（Christmas special）                                        |
| 2014    | 妮娜要走了！                                                                    | 娜娜舒拉（Nana Sheila）                                              | 聲演；15集                                                           |
| 2014    | 醉掉                                                                            | 露絲（Rose）                                                         | 第四季                                                               |
| 2016    | 庶民                                                                            | 艾奧娜（Iona）                                                       | 集數：丘比特（The Cupid）                                            |
| 2016    | 真正的萬壽菊酒店                                                                | 她本人                                                               | BBC電視紀錄片系列                                                    |
| 2016–18 | 傾斜度                                                                          | 亨特利-布朗（Huntley-Brown）                                         | 3集                                                                  |
| 2016–17 | 變形兄弟智鬥懶惰怪                                                              | 天氣史奈（Weathersnike）                                             | 3集                                                                  |
| 2017    | 桶                                                                              | 米姆（Mim）                                                          | 4集                                                                  |
| 2017    | 蓋酷家庭                                                                        | 右眼球（Right Eyeball）                                              | 聲演；集數：艾美獎獲獎劇集                                           |
| 2018    | 米瑞安的美國大冒險 （Miriam's Big American Adventure）                          | 她本人                                                               | BBC電視紀錄片系列                                                    |
| 2018–21 | 呼叫助產士                                                                      | 護士長米爾德里德（Sister Mildred） 母親米爾德里德（Mother Mildred）  | 7集                                                                  |
| 2019    | 101忠狗街頭日記                                                                 | 貝絲（Bessie）                                                       | 聲演；集數：一個值得記住的夏天（A Summer to Remember）               |
| 2019    | 米瑞安的棒極大冒險 （Miriam's Dead Good Adventure）                             | 她本人                                                               | BBC電視紀錄片系列                                                    |
| 2020    | 溫莎家族                                                                        | 維多利亞女皇                                                         | 集數：第#3.1集                                                       |
| 2020    | 米瑞安的脂肪大冒險 （Miriam's Big Fat Adventure）                               | 她本人                                                               | BBC電視紀錄片系列                                                    |
| 2020    | 米瑞安·瑪格萊斯：幾乎是個澳洲人 （Miriam Margolyes: Almost Australian）         | 她本人                                                               | BBC電視紀錄片系列                                                    |
| 2021–22 | 米瑞安與阿倫：迷失蘇格蘭 （Miriam and Alan: Lost in Scotland）                  | 她本人                                                               | C4電視紀錄片系列                                                     |
| 2022    | 狗狗部隊（Dog Squad）                                                           | 西爾菲（Sylvie）                                                     | 聲演；3集                                                            |
| 2022    | 米瑞安·瑪格萊斯：等待爭奪                                                       | 她本人                                                               | 艾倫·延托布的《想像...》 BBC電視紀錄片                               |
| 2022    | 米瑞安·瑪格萊斯澳洲大揭秘 （Miriam Margolyes Australia Unmasked）               | 她本人                                                               | ABC電視紀錄片系列                                                    |
| 2022    | 米瑞安的狄更斯式聖誕節 （Miriam's Dickensian Christmas）                        | 她本人                                                               | C4電視紀錄片                                                         |
| 2023    | 米瑞安·瑪格萊斯一起踏上愛爾蘭公路旅行 （Irish Road Trip with Miriam Margolyes） | 她本人                                                               | SBS電視紀錄片系列                                                    |

備註
- 1993年的《小偷與鞋匠》：蒙巴薩少女的聲音（僅限原始版本；在重新編輯的版本中根本沒有聽到這個角色的聲音，另一位演員從未在所有重新編輯的版本中出現過）
- 2004年的《彼得·塞勒斯的生與死（英语：The Life and Death of Peter Sellers）》：佩·謝勒斯（Peg Sellers）– 請注意，這部電影在英國、愛爾蘭和澳大利亞的電影院上映，並在美國HBO網絡的有線電視上播出。

### 電影
| 年份 | 電影                                           | 角色                                                | 備註           |
| ---- | ---------------------------------------------- | --------------------------------------------------- | -------------- |
| 1969 | 像你這樣的好女孩                               | 意大利小旅館的「媽媽」 （Pensione 'Mama'）          |                |
| 1974 | （On the Game）                                | 旁白                                                | 不記名角色     |
| 1975 | 古舟子詠                                       | 多樂菲·華茲禾夫（Dorothy Wordsworth）               |                |
| 1977 | 處女戰士站起來                                 | 大象埃塞爾（Elephant Ethel）                        |                |
| 1977 | 度假營的自白                                   | 黑鳥（Blackbird）                                   | 不記名聲演角色 |
| 1977 | 比利的池塘爭奪戰（The Battle of Billy's Pond） | 導遊（Tour Guide）                                  |                |
| 1978 | 鋪路石之上的事（On a Paving Stone Mounted）    | 表演者（Performer）                                 |                |
| 1980 | 勁舞                                           | 女房東（Landlady）                                  |                |
| 1980 | 神鬼豔后                                       | 卡迪拉博士（Dr. Kadira）                            |                |
| 1981 | 亂世情天                                       | 正在筆記本上寫字的女人（Woman writing in notebook） | 不記名角色     |
| 1982 | 水晶凝視（Crystal Gazing）                     | 新聞報導員（Newsreader）                            |                |
| 1983 | 楊朵                                           | 莎拉（Sarah）                                       |                |
| 1983 | 清潔工                                         | 鍾斯（Jones）                                       |                |
| 1984 | 神通情人夢                                     | 售票女孩（Ticket Girl）                             |                |
| 1985 | 邪惡的孩子                                     | 珍·鮑威爾（Jane Powell）                            |                |
| 1985 | 來自外太空的笨蛋                               | 華萊士博士（Doctor Wallace）                        |                |
| 1986 | 異形奇花                                       | 牙醫護士（Dental Nurse）                            |                |
| 1987 | 身體接觸                                       | 東尼的媽媽—祖魯太太（Mrs. Zulu, Tony's Mother）     |                |
| 1988 | 小杜麗                                         | 科拉·芬澄（Flora Finching）                         |                |
| 1990 | 愚者之戰                                       | 伊莎貝爾夫人（Lady Isabel）                         |                |
| 1990 | 地獄來的房客                                   | 房地產經紀人（Realtor）                             |                |
| 1990 | 我真的愛死你                                   | 祖兒的母親—博卡太太（Mrs. Boca, Joey's Mother）     |                |
| 1991 | 屠夫的靈媒嬌妻                                 | 芝娜（Gina）                                        |                |
| 1991 | 再續前世情                                     | 女士（Lady）                                        | 不記名角色     |
| 1992 | 皆大歡喜（As You Like It）                     | 柯德莉（Audrey）                                    |                |
| 1993 | 純真年代                                       | 明戈特太太（Mrs. Mingott）                          |                |
| 1993 | 艾德與他的亡母                                 | 美寶·奇爾頓（Mabel Chilton）                        |                |
| 1994 | 永遠的愛人                                     | 納內特·施特賴切羅娃（Nanette Streicherová）         |                |
| 1995 | 雪地靈犬                                       | 露絲奶奶（Grandma Rosy）                            |                |
| 1995 | 寶貝小豬嘜                                     | 飛翔的母牧羊犬（Fly the Female Sheepdog）           | 聲演           |
| 1996 | 忘記她是他                                     | 帕米拉（Pamela）                                    |                |
| 1996 | 羅密歐與茱麗葉之後現代激情篇                   | 護士（The Nurse）                                   |                |
| 1996 | 飛天巨桃歷險記                                 | 海綿阿姨／螢火蟲（Aunt Sponge / Glowworm）          | 聲演           |
| 1997 | 胡桃夾子（IMAX版）                             | 糖李子（Sugar Plum）                                | 短篇電影       |
| 1998 | 花木蘭                                         | 媒人（The Matchmaker）                              | 聲演           |
| 1998 | 寶貝小豬嘜之豬嘜愛漫遊                         | 飛翔的母牧羊犬（Fly the Female Sheepdog）           | 聲演；友情客串 |
| 1998 | 冬季的第一場雪（The First Snow of Winter）     | 鴨子尚恩（Sean the duck）                           | 聲演           |
| 1998 | 左邊的行李（Left Luggage）                     | 高德曼太太（Mrs. Goldman）                          | 聲演           |
| 1998 | 糖果（Candy）                                  | 吉賽拉（Gisella）                                   |                |
| 1999 | 人生交叉剔                                     | 菲·巴林格（Faye Barringer）                         | 不記名角色     |
| 1999 | 末世浩劫                                       | 美寶（Mabel）                                       |                |
| 1999 | 當你微笑時                                     | 卡爾多尼夫人（Signora Caldoni）                     |                |
| 1999 | 陽光情人                                       | 露絲·索南沙伊因（Rose Sonnenschein）                | 聲演           |
| 2000 | 大屋（House!）                                 | 貝芙（Beth）                                        |                |
| 2001 | 不怕不怕（Not Afraid, Not Afraid）             | 表演者（Performer）                                 |                |
| 2001 | 貓狗鬥一番                                     | 城堡女僕蘇菲（Sophie the Castle Maid）              |                |
| 2002 | 哈利波特：消失的密室                           | 帕莫娜·芽菜教授                                     |                |
| 2002 | 天堂有約                                       | 塞爾瑪與塞爾瑪（Thelma & Selma）                    |                |
| 2002 | 小鬼當家（Alone）                              | 社會工作者（Caseworker）                            |                |
| 2004 | 成為茱莉亞                                     | 多莉·德·弗里斯（Dolly de Vries）                    |                |
| 2004 | 等愛的女人                                     | 多卡絲（Dorcas）                                    |                |
| 2004 | 莫迪里安尼                                     | 格特魯德·斯坦因（Gertrude Stein）                   |                |
| 2004 | 第一千金歐遊記                                 | 瑪莉亞（Maria）                                     |                |
| 2004 | 隊伍的盡頭（End of the Line）                  | 袋女士（Bag Lady）                                  | 短片           |
| 2006 | 踢躂小企鵝                                     | 阿斯特拉罕太太（Mrs. Astrakhan）                    | 聲演           |
| 2006 | 沖出水世界                                     | 麗塔的奶奶（Rita's Grandma）                        | 聲演           |
| 2007 | 公爵們（The Dukes）                            | 維阿姨（Aunt Vee）                                  |                |
| 2008 | 如何眾叛親離                                   | 科瓦爾斯基太太（Mrs. Kowalski）                     |                |
| 2009 | 一無所知                                       | 基爾布賴德太太（Mrs. Kilbride）                     |                |
| 2010 | 守護神傳奇                                     | 普利西弗太太（Mrs. Plithiver）                      | 聲演           |
| 2011 | 哈利波特：死神的聖物2                          | 帕莫娜·芽菜教授                                     |                |
| 2012 | 比利爵士                                       | 男爵夫人尚塔爾·麥托夫（Baroness Chantal McToff）    | 聲演           |
| 2012 | 婚禮片段                                       | 帕特西亞（Patricia）                                |                |
| 2012 | 衰仔駕到                                       | 安妮塔（Anita）                                     |                |
| 2014 | 朗伍德的傳奇（The Legend of Longwood）         | 瑟莎女士（Lady Thyrza）                             |                |
| 2014 | 瑪雅蜜蜂歷險記                                 | 蜂后（The Queen）                                   | 聲演           |
| 2017 | 小小吸血鬼3D                                   | 沃爾夫特魯德（Wulftrud）                            | 聲演           |
| 2017 | 聖誕發明家                                     | 菲斯克太太（Mrs. Fisk）                             |                |
| 2018 | 超級無敵世界波                                 | 奧菲法女王（Queen Oofeefa）                         | 聲演           |
| 2019 | H是幸福的意思                                  | 班福德小姐（Miss Bamford）                          |                |
| 2020 | 費雪小姐與淚之洞穴                             | 普露登絲·史丹利（Prudence Stanley）                 |                |
| 2023 | 我的幸福結局                                   | 茱迪（Judy）                                        |                |

### 舞台劇
| 年份    | 舞台劇                                                       | 角色                                  | 演出地點                                                                     |
| ------- | ------------------------------------------------------------ | ------------------------------------- | ---------------------------------------------------------------------------- |
| 1970    | 屋頂上的提琴手                                               | 媒人                                  | 英國巡迴演出                                                                 |
| 1972    | 三文錢的歌劇                                                 | 奈莉（Nelly）                         | 倫敦皮卡迪利劇院                                                             |
| 1974    | 坎特伯雷故事集                                               | 峇夫的妻子（Wife of Bath）            | 布里斯托舊維克劇院                                                           |
| 1975    | 甘迺迪的孩子們（Kennedy's Children）                         | 表演者                                | 倫敦藝術劇院（Arts Theatre, London）                                         |
| 1976    | 白色魔鬼                                                     | 摩爾人贊徹（Zanche the Moor）         | 倫敦舊維克劇場                                                               |
| 1978    | 樂壞的積雲                                                   | 表演者                                | 合股／皇家宮廷巡迴演出                                                       |
| 1979    | 燃燒的屍體（Flaming Bodies）                                 | 精神科醫生（Psychiatrist）            | ICA                                                                          |
| 1984    | 查令十字路84號                                               | 海倫·漢夫（Helen Hanff）              | 科爾切斯特（Colchester）                                                     |
| 1985-87 | 格特魯德·斯坦因與一個同伴 （Gertrude Stein and a Companion） | 葛楚·史坦                             | 愛丁堡藝術節 漢普斯特德劇院 澳洲巡迴                                         |
| 1986    | 男人等於男人                                                 | 寡婦貝格比克（Widow Begbick）         | 倫敦阿爾梅達劇院                                                             |
| 1988    | 奥菲的沉淪                                                   | 維·塔爾博特（Vee Talbot）             | 倫敦乾草市場劇院                                                             |
| 1989–91 | 狄更斯的女人們                                               | 表演者                                | 愛丁堡藝術節 漢普斯特德劇院 倫敦約克公爵劇院                                 |
| 1993    | 屈身求愛                                                     | 哈德卡斯爾夫人（Mrs. Hardcastle）     | 倫敦皇后劇院                                                                 |
| 1995    | 修女喬治的雙重生活                                           | 茱妮·巴克里奇（June Buckridge）       | 倫敦大使劇院                                                                 |
| 1999    | 櫻桃園                                                       | 拉涅夫斯卡亞夫人（Madame Ranevskaya） | 約克皇家劇場                                                                 |
| 2001    | 羅密歐與茱麗葉                                               | 護士                                  | 洛杉磯阿曼森劇院                                                             |
| 2001    | 陰道獨白                                                     | 表演者                                | 倫敦藝術劇院（Arts Theatre, London）                                         |
| 2003    | 世界之道                                                     | 維什福特女士（Lady Wishfort）         | 悉尼劇院公司                                                                 |
| 2004    | 舊愛靈靈妻                                                   | 阿爾卡蒂夫人（Madame Arcati）         | 墨爾本劇院公司                                                               |
| 2006    | 不可兒戲                                                     | 棱鏡小姐（Miss Prism）                | 洛杉磯阿曼森劇院 紐約布魯克林音樂學院（Brooklyn Academy of Music, New York） |
| 2006    | 女巫前傳                                                     | 莫瑞布爾夫人（Madame Morrible）       | 倫敦阿波羅維多利亞劇院                                                       |
| 2008    | 女巫前傳                                                     | 莫瑞布爾夫人（Madame Morrible）       | 紐約格什溫劇院                                                               |
| 2009    | 現實主義（Realism）                                          | 表演者                                | 墨爾本劇院公司                                                               |
| 2009    | 終局之戰                                                     | 奈莉（Nell）                          | 倫敦公爵夫人劇院                                                             |
| 2010    | 我和我的女孩                                                 | 公爵夫人（The Duchess）               | 謝菲爾德的克魯斯堡劇院                                                       |
| 2011    | 喬·艾格死亡的一天                                            | 格蕾絲（Grace）                       | 格拉斯哥公民劇院（Citizens' Theatre, Glasgow）                               |
| 2012    | 狄更斯的女人們                                               | 表演者                                | 世界巡迴                                                                     |
| 2014    | 鄰里守望（Neighbourhood Watch）                              | 安娜（Ana）                           | 阿德萊德州立劇院（Adelaide State Theatre）                                   |
| 2014    | 我會最後吃掉你                                               | 素·門格斯（Sue Mengers）              | 墨爾本劇院公司                                                               |
| 2015    | 成為米里亞姆的重要性（The Importance of Being Miriam）       | 表演者                                | 澳洲巡迴                                                                     |
| 2017    | 魯賓斯坦夫人（Madame Rubinstein）                            | 海倫娜·魯賓斯坦                       | 倫敦公園劇院                                                                 |
| 2019    | 貨車裡的女人                                                 | 牧羊人小姐                            | 墨爾本劇院公司                                                               |
| 2019    | 悉尼與老女孩（Sydney & The Old Girl）                        | 內爾·斯托克（Nell Stock）             | 倫敦公園劇院                                                                 |

## 獎項與提名
| 年份 | 得獎作品                     | 頒獎禮                                                   | 獎項                                                      | 結果 | 備註          |
| ---- | ---------------------------- | -------------------------------------------------------- | --------------------------------------------------------- | ---- | ------------- |
| 1989 | 小杜麗                       | 洛杉磯戲劇評論圈 （Los Angeles Drama Critics Circle）    | 女配角獎（Supporting Actress）                            | 獲獎 | [ 94 ] [ 95 ] |
| 1991 | 狄更斯的女人們               | 羅蘭士·奧利佛獎                                          | 最佳音樂劇女配角                                          | 提名 | [ 96 ]        |
| 1993 | 女皇與我 （The Queen and I） | 索尼電台獎                                               | 電台最佳女主角 （Best Actress On Radio）                  | 獲獎 | [ 97 ]        |
| 1994 | 純真年代                     | 英國電影和電視藝術學院獎                                 | 英國電影學院獎最佳女配角                                  | 獲獎 | [ 94 ] [ 98 ] |
| 1997 | 苦海孤雛                     | 年度有聲電影表演者 （The Talkies Performer of the Year） | 不適用                                                    | 獲獎 | [ 95 ]        |
| 2001 | 聖誕頌歌                     | Audiofile耳機獎                                          | 不適用                                                    | 獲獎 | [ 99 ]        |
| 2007 | 女巫前傳                     | 劇院觀眾選擇獎                                           | 最佳音樂劇女配角 （Best Supporting Actress in a Musical） | 獲獎 | [ 100 ]       |
| 2010 | 終局之戰                     | 劇院觀眾選擇獎                                           | 最佳戲劇女配角 （Best Supporting Actress in a Play）      | 獲獎 | [ 101 ]       |
| 2018 | 荒涼山莊                     | Audiofile耳機獎                                          | 不適用                                                    | 獲獎 | [ 102 ]       |

- 瑪格萊斯於2002新年榮譽（英语：2002 New Year Honours）中榮獲官佐勳章（OBE）的任命，以表彰她對戲劇藝術的傑出貢獻[103]。